# Бена (Міннесота)
Бена (англ. Bena) — місто (англ. city) в США, в окрузі Кесс штату Міннесота. Населення — 143 особи (2020).

## Географія
Бена розташована за координатами 47°20′24″ пн. ш. 94°12′23″ зх. д. / 47.34000° пн. ш. 94.20639° зх. д. (47.339962, -94.206395).  За даними Бюро перепису населення США в 2010 році місто мало площу 1,30 км², з яких 1,29 км² — суходіл та 0,01 км² — водойми.

## Демографія
Згідно з переписом 2010 року, у місті мешкало 116 осіб у 43 домогосподарствах у складі 24 родин. Густота населення становила 89 осіб/км².  Було 60 помешкань (46/км²).
Расовий склад населення:
| - 69,0 % — корінних американців - 19,8 % — білих |

До двох чи більше рас належало 11,2 %. Частка іспаномовних становила 0,9 % від усіх жителів.
За віковим діапазоном населення розподілялося таким чином: 32,8 % — особи молодші 18 років, 54,3 % — особи у віці 18—64 років, 12,9 % — особи у віці 65 років та старші. Медіана віку мешканця становила 30,5 року. На 100 осіб жіночої статі у місті припадало 93,3 чоловіків;  на 100 жінок у віці від 18 років та старших — 85,7 чоловіків також старших 18 років.
Середній дохід на одне домашнє господарство  становив 33 498 доларів США (медіана — 32 500), а середній дохід на одну сім'ю — 36 642 долари (медіана — 33 036). За межею бідності перебувало 34,8 % осіб, у тому числі 50,9 % дітей у віці до 18 років та 31,8 % осіб у віці 65 років та старших.
Цивільне працевлаштоване населення становило 51 осіб. Основні галузі зайнятості: публічна адміністрація — 19,6 %, роздрібна торгівля — 15,7 %, освіта, охорона здоров'я та соціальна допомога — 15,7 %.